# Malé Hostěrádky
Malé Hostěrádky (německy Klein Hostieradek) jsou vesnice, dnes součást obce Hostěrádky-Rešov v okrese Vyškov. Náves Malých Hostěrádek tvoří ulici vedoucí od rešovské zvonice přes silniční nadjezd nad železniční tratí Brno – Přerov.

## Historie
První písemná zmínka o vsi Malé Hostěrádky pochází z roku 1270. Do 15. století patřily brněnskému klášteru herburek, následně do roku 1560 hradu Špilberk a poté v rámci chrlického panství olomouckému biskupství. Ve vsi byl biskupský dvůr, který byl v rámci raabizace v 80. letech rozparcelován, čímž vznikla v těsné blízkosti Malých Hostěrádek, na jejich jihovýchodním okraji, sousední ves Rešov. Obě byly od počátku urbanisticky spojené.
V roce 1869 byla náves Malých Hostěrádek protnuta železniční tratí Brno – Přerov.
Představitelé obou sousedních obcí se v roce 1912 dohodli na spojení, čímž k 1. lednu 1913 vznikla společná obec Hostěrádky-Rešov. Katastrální území Rešova již v roce 1912 spojeno s katastrem Hostěrádek.

## Obyvatelstvo
| 1869                                                                        | 1880 | 1890 | 1900 | 1910 | 1921 | 1930 | 1950 | 1961 | 1970 | 1980 | 1991 | 2001 | 2011 |
| --------------------------------------------------------------------------- | ---- | ---- | ---- | ---- | ---- | ---- | ---- | ---- | ---- | ---- | ---- | ---- | ---- |
| 248                                                                         | 309  | 377  | 421  | 432  | 727* | 803* | 832* | 831* | 808* | 764* | 738* | 733* | 813* |
| Údaje s hvězdičkou (od roku 1921) se vztahují k celé obci Hostěrádky-Rešov. |      |      |      |      |      |      |      |      |      |      |      |      |      |